# 21403 Haken
A 21403 Haken (ideiglenes jelöléssel 1998 FN58) a Naprendszer kisbolygóövében található aszteroida. A LINEAR projekt keretében fedezték fel 1998. március 20-án.